# ازدراء العالم
ازدراء العالم والمسائل الدنيوية (Contemptus mundi)، هي فكرة تمثل جزءًا من الحياة الفكرية لكل من الكلاسيكية القديمة والمسيحية، وذلك فيما يتعلق بأسلوبها الروحاني وتناقضها مع الحياة الدنيوية، ما يظهر جليًا في تاريخ أفكار العالم الغربي. ومن خلال ترسيخ أسلوب تفكير سيؤدي إلى حالة من الطمأنينة لا يمكن إعاقتها عبر صرف الانتباه عن الشهوات المادية والارتباطات العاطفية المضطربة التي أطلق عليها الفلاسفة الإغريق اضطراب الطمأنينة، فقد اعتمدت هذه الفكرة على افتراضات الرواقية والأفلاطونية المحدثة التي شككت في المظاهر الخداعة والكاذبة. وفي التقاطب البلاغي الشائع الموجود في الفلسفة الهيلينية بين الحياة النشطة والتأملية، التي ربما يراها المسيحيون، الذين رفضوا «العالم والشهوات والشيطان»، على أنها مثال لـ«طريقة مارثا وطريقة مريم» (The Way of Martha and the Way of Mary)، وقد افترضت فكرة ازدراء العالم أن الحياة التأملية هي التي لها قيمة باقية فقط والعالم عبارة عن صدفة فارغة، لا قيمة لها.

## في الكلاسيكية القديمة
في القانون الكنسي القديم، تم قطعًا تناول مناقشات توسكولوم لـشيشرون، وهي مقالات عن تحقيق الاستقرار الرواقي للعواطف، إلى جانب موضوعات بلاغية، مثل «ازدراء الموت»، بواسطة بيؤثيوس في كتابه المواساة في الفلسفة (Consolation of Philosophy) خلال المرحلة الأخيرة المضطربة من العصور القديمة المتأخرة. وقد ركزت عادة الاحتقار اللاتينية للعالم عمومًا التي يتبناها الأخلاقيون المسيحيون، بشكل خاص على تغير الحظ، وأصبحت الشرور المبينة في الهجاء اللاتيني قوام الأدب التوبي المسيحي.

## في التقليد الآبائي
من بين المسيحيين الأوائل، كتب يوخيريوس من ليون، وهو كهنوتي عظيم الشأن وأرستقراطي من كنيسة جول المسيحية التي تعود إلى القرن الخامس، إلى أحد أقاربه خطاب ازدراء العالم الذي تمت قراءته على نطاق واسع، وقد كان بمثابة تعبير عن يأس من حاضر ومستقبل العالم في رمقه الأخير. وقد قدمت فكرة ازدراء العالم ركائز فكرية ساعدت في الرجوع إلى الرهبانية: عندما استشهدت القديسة فلورنتينا، من عائلة هسبانيا المسيحية المشهورة، التي أسست دير رهبنتها ونظامها الذي كتبه لها شقيقها ليندر من إشبيلية، صراحةً بفكرة ازدراء العالم: Regula sive Libellus de institutione virginum et de contemptu mundi ad Florentinam sororem.

## ازدراء العالم في العصور الوسطى
كان مجاز العصور الوسطى لـازدراء العالم، المعتمد على هذه التقاليد المتقاربة وفلسفة باجان وزهد اللاهوت المسيحي، جزءًا أساسيًا من التعليم في العصور الوسطى. وكان أحد التعبيرات المسيحية الكلاسيكية هجاء برنارد من كلوني اللاذع في القرن الثاني عشر بعنوان في ازدراء العالم (De contemptu mundi)، وهي قصيدة كتبت بإحساس عميق بالطبيعة الانتقالية للأفراح العلمانية وثبات ديمومة الحياة الروحانية. وكانت قصيدته واحدة من أوكتوريس أوكتو موراليس، «المؤلفات الأخلاقية الثمانية» التي شكلت النصوص المحورية في التربية في العصور الوسطى.
وفي بداية القرن الثاني عشر، عندما استعار أبيلارد شكلين متناقضين للجدال دي إيوديم إي دايفرسو، فقد كانتا فيلوسوفيا وفيلوكوسميا، "الفلسفة و"حب العالم". وأشار أبيلارد في هنري من هانتينجدون في الخطاب المتضمن الإهداء إلى تاريخ الشعب الإنجليزي بصورة عابرة إلى "هؤلاء الذين قاموا بتعليم فكرة ازدراء العالم في المدارس".
تنعكس أحد عناصر فكرة ازدراء هذا العالم على زوال الحياة كلها، والتي تم التعبير عنها في السؤال البلاغي الأدبي عن أين من كانوا قبلنا (ubi sunt). وقد استطاع بابا دنيوي، مثل إينوسنت الثالث كتابة مقالة عن «مأساة وضع الإنسان»، De miseria humanae conditionis التي يذكر أن جيفري تشوسر قدمها إلى اللغة الإنجليزية في ترجمة مفقودة الآن. وكانت للفكرة نتائج سياسية داخل الكنيسة الرومانية؛ حيث كانت مرتبطة بشكل معقد بأسئلة تدور حول الفقر الرسولي الذي لاقى كراهية شديدة، كما في حالة الترتيب الهيوملياتي، مثل الهرطقي.
لقد سبق انخفاض اتجاه ازدراء العالم المهيمن الذي أعلن عن ثقافة الصفوة، وهي عبارة عن تطور استطاع تجميع الحافز خلال النصف الثاني من القرن الرابع عشر، ظهور روح الثقافة العلمانية الحديثة والتشجيع على دراسة الأشياء المادية بمزيد من الوضوح عما كان من ذي قبل، مثلما لاحظ جورج دوبي، وإدراك التحول الذي شهده الرسم والنحت باتجاه عناصر الرسم الواقعي للحياة المادية.

## الثقافة الحديثة المبكرة
استمر تأثير فكرة ازدراء العالم على الشعر الأوروبي خلال الفترة الحديثة المبكرة. وتتسم فكرة ازدراء العالم بأنها فكرة مستمرة في شعر وليم دروموند من هاوثورندن، كما يعتبر كتاب «تشريح الملنخوليا» لبيرتون والأبيات التعبدية لجيريمي تايلور أمثلة أخرى على ذلك. وكانت عودة طاعون دبلي بمثابة ابتلاءٍ قاسٍ لضعف هذه الحياة في الكتابات التعبدية، وذلك في فترة مبكرة جدًا منذ جون دون.
وفي العصر الحديث، تعرضت فكرة ازدراء العالم للنقد باعتبارها خوفًا رعويًا من قِبل المؤرخ جون ديليمو، ووجد إم بي برانجر أن المجاز «تحدث الرب بعد أوشفيتز» يمثل «شكلاً حديثًا من ازدراء العالم».